# Hackesche Höfe

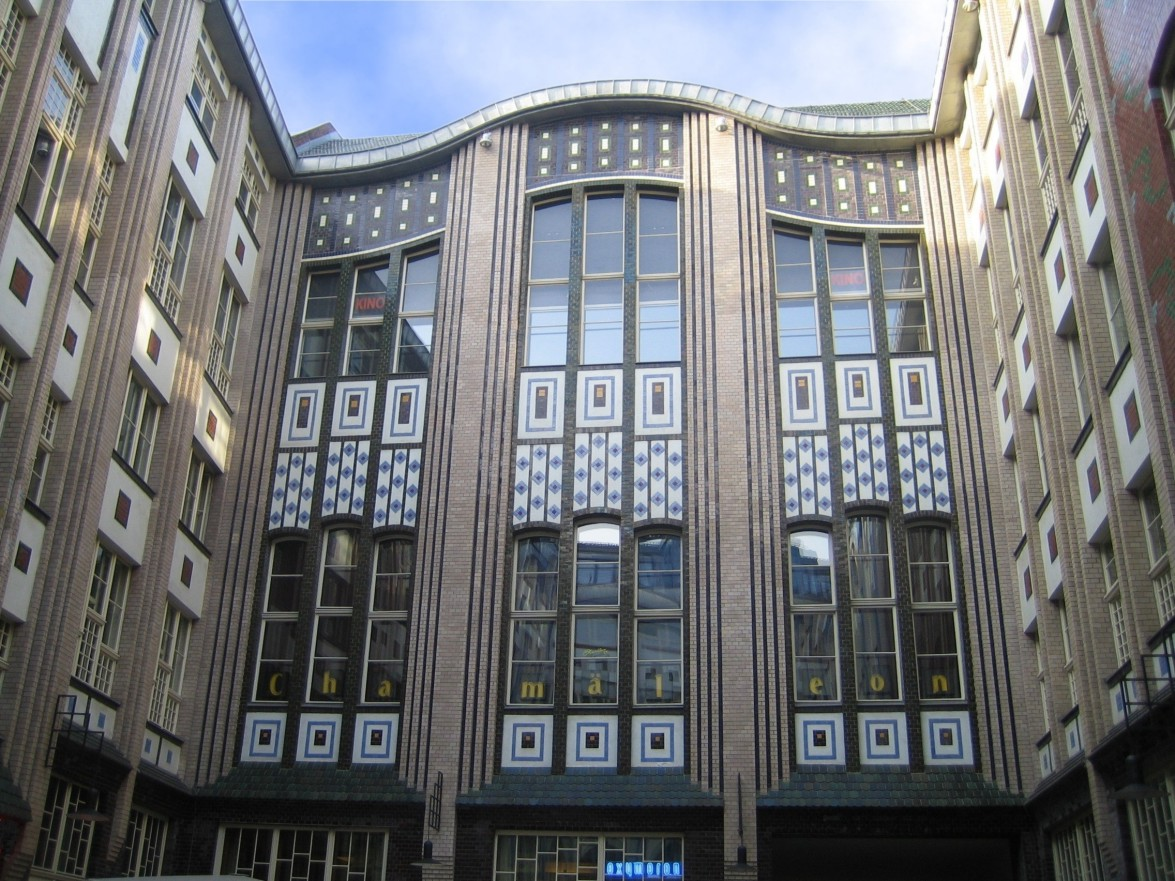
Particolare di un edificio dell'Hackesche Höfe

L'Hackesche Höfe è un complesso edilizio che si trova a Berlino, nella zona detta Scheunenviertel (quartiere Mitte).

## Descrizione

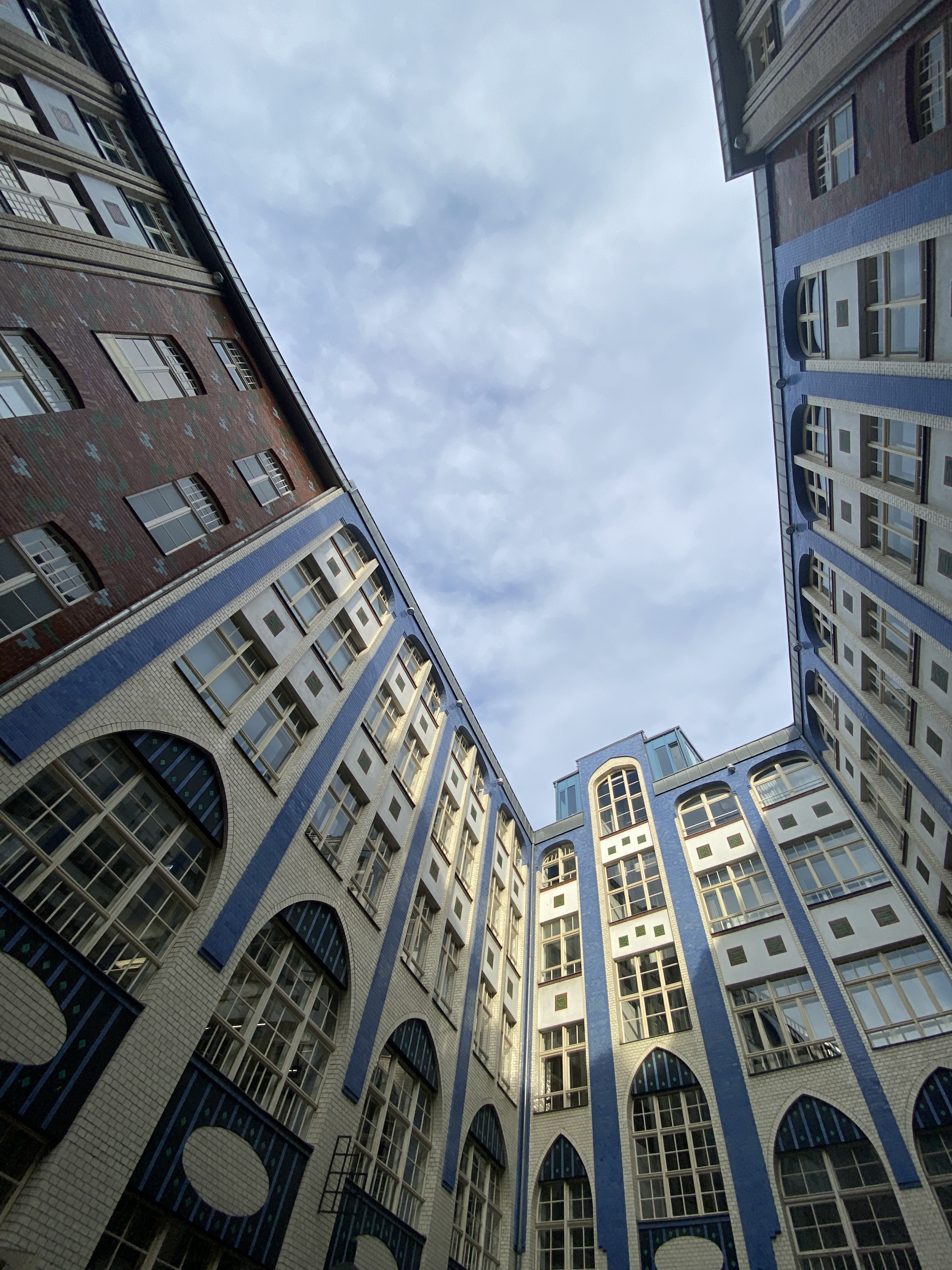
Facciate policrome degli edifici dell'Hackesche Höfe.

Progettato da Kurt Berendt e August Endell, fu iniziato a costruire dal 1906 ed è un esempio dello stile secessionista tedesco. Il complesso è costituito da nove cortili collegati fra loro su cui si affacciano alti edifici. I palazzi hanno facciate Jugendstil decorate con mattoni policromi, essi si rivelano essere uno dei più begli esempi di Mietskaserne (complesso di edifici del XIX dove viveva il proletariato). Danneggiato durante la Seconda guerra mondiale, è stato oggetto di recenti restauri che hanno riportato gli edifici e i cortili all'originario stato. Oggi la zona è ricca di vita e all'interno dei cortili si trovano negozi, ristoranti, gallerie d'arte e anche un teatro.
È posto sotto tutela monumentale (Denkmalschutz).